# Aut (rugby union)

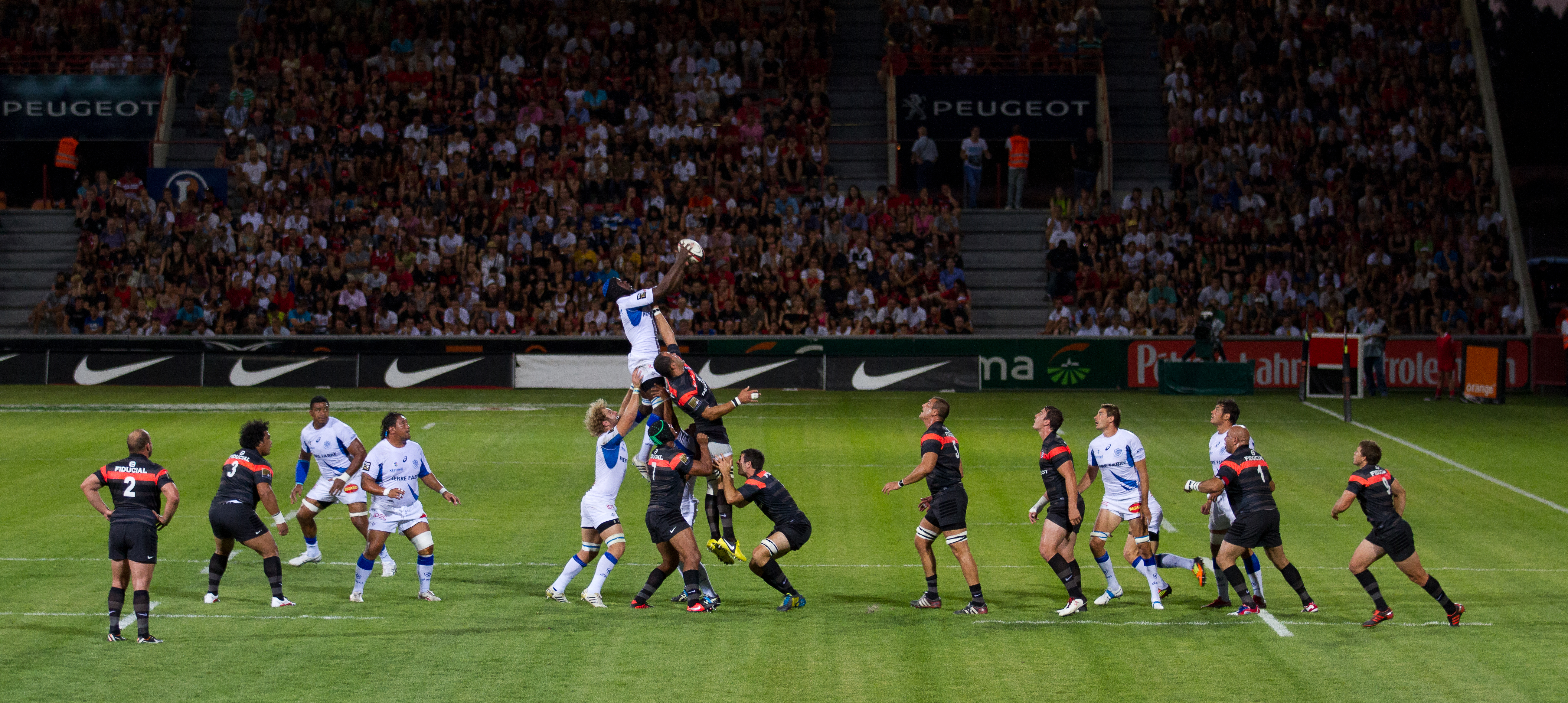
Siedmioosobowe ustawienie autowe z łącznikami (gracz wrzucający piłkę znajduje się poza kadrem po prawej stronie)

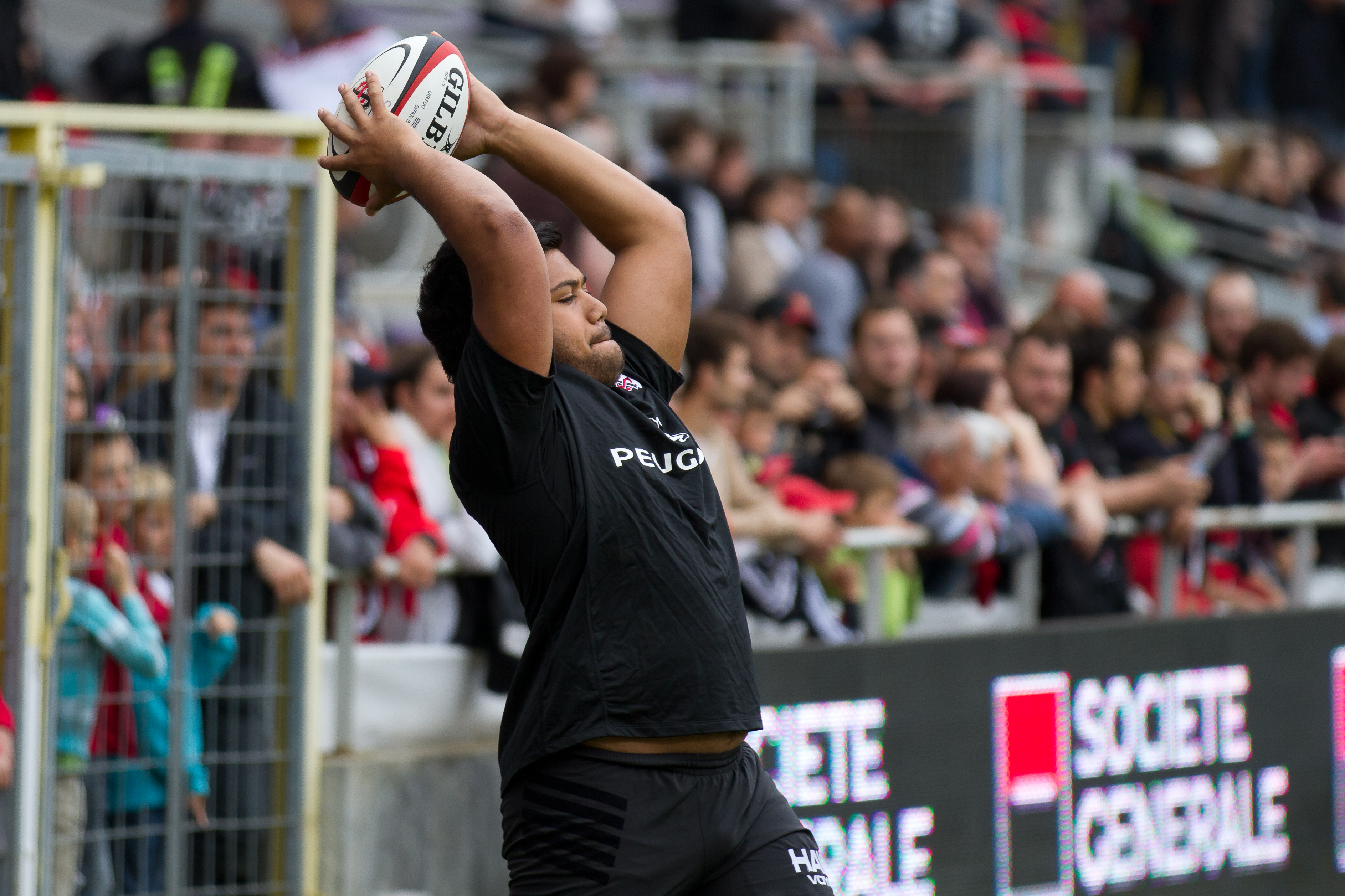
Zawodnik wrzucający piłkę do formacji autowej

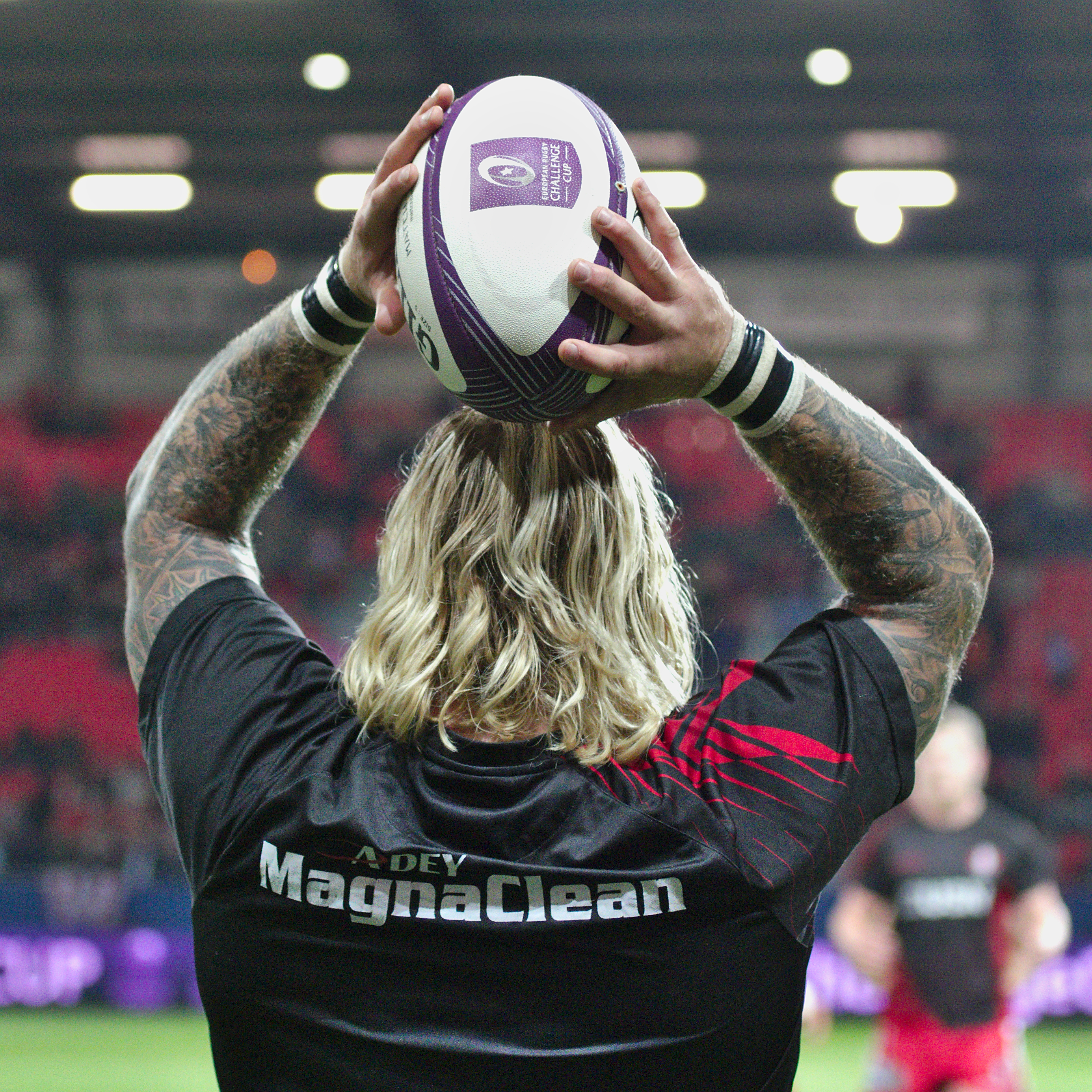
Młynarz ćwiczący wrzut do autu

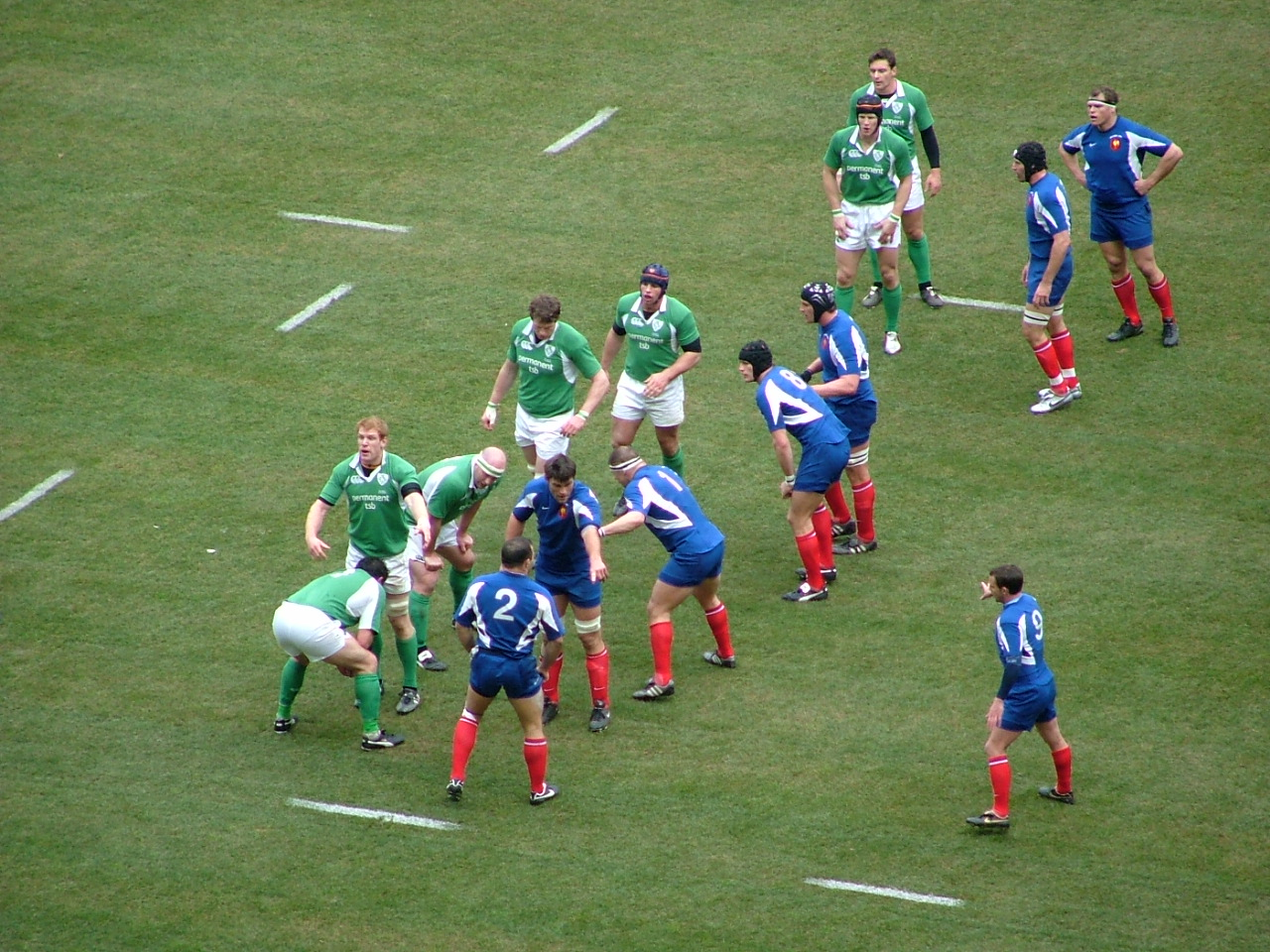
Ustawienie zawodników przed wznowieniem gry

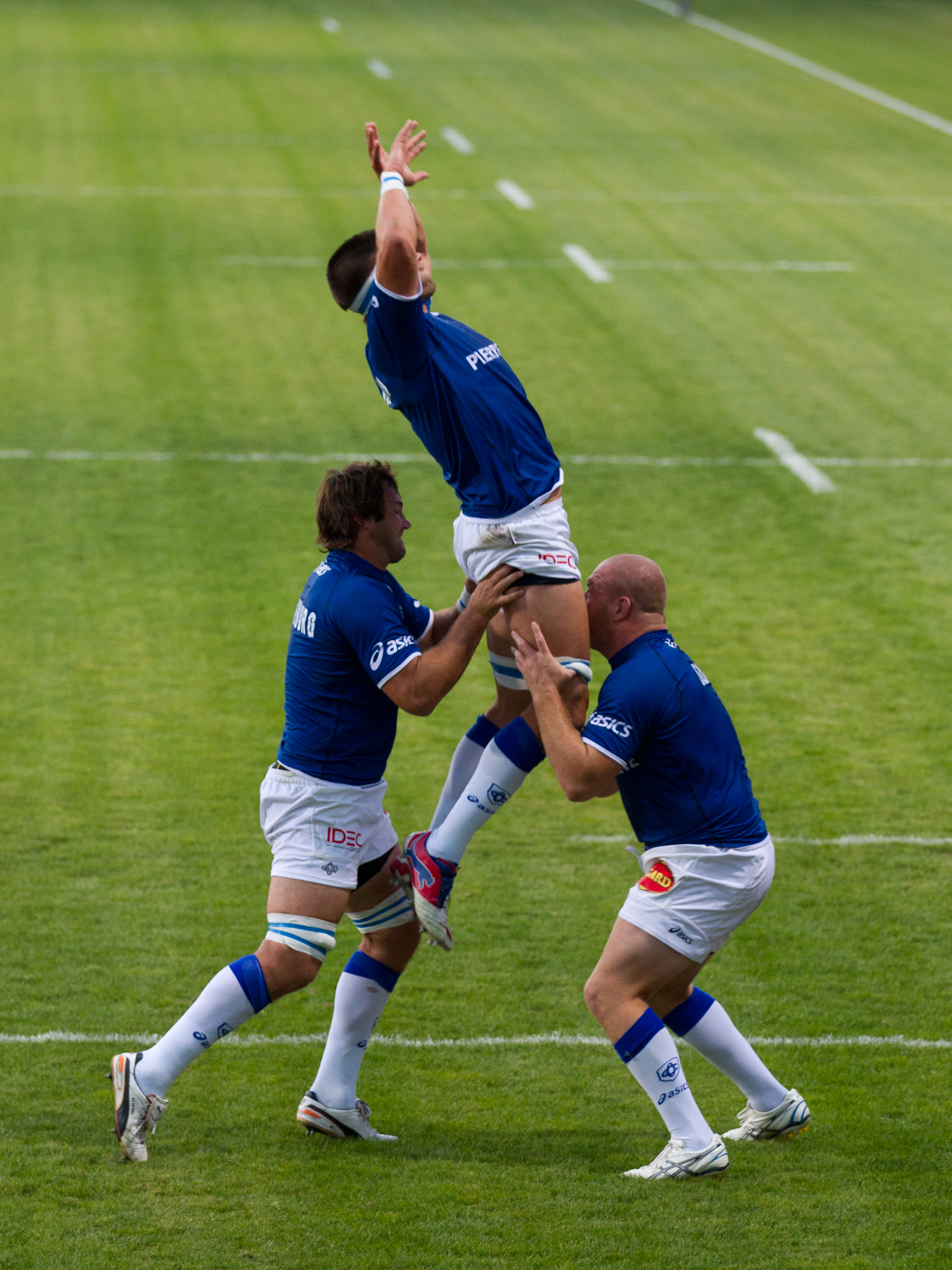
Podnoszenie zawodnika

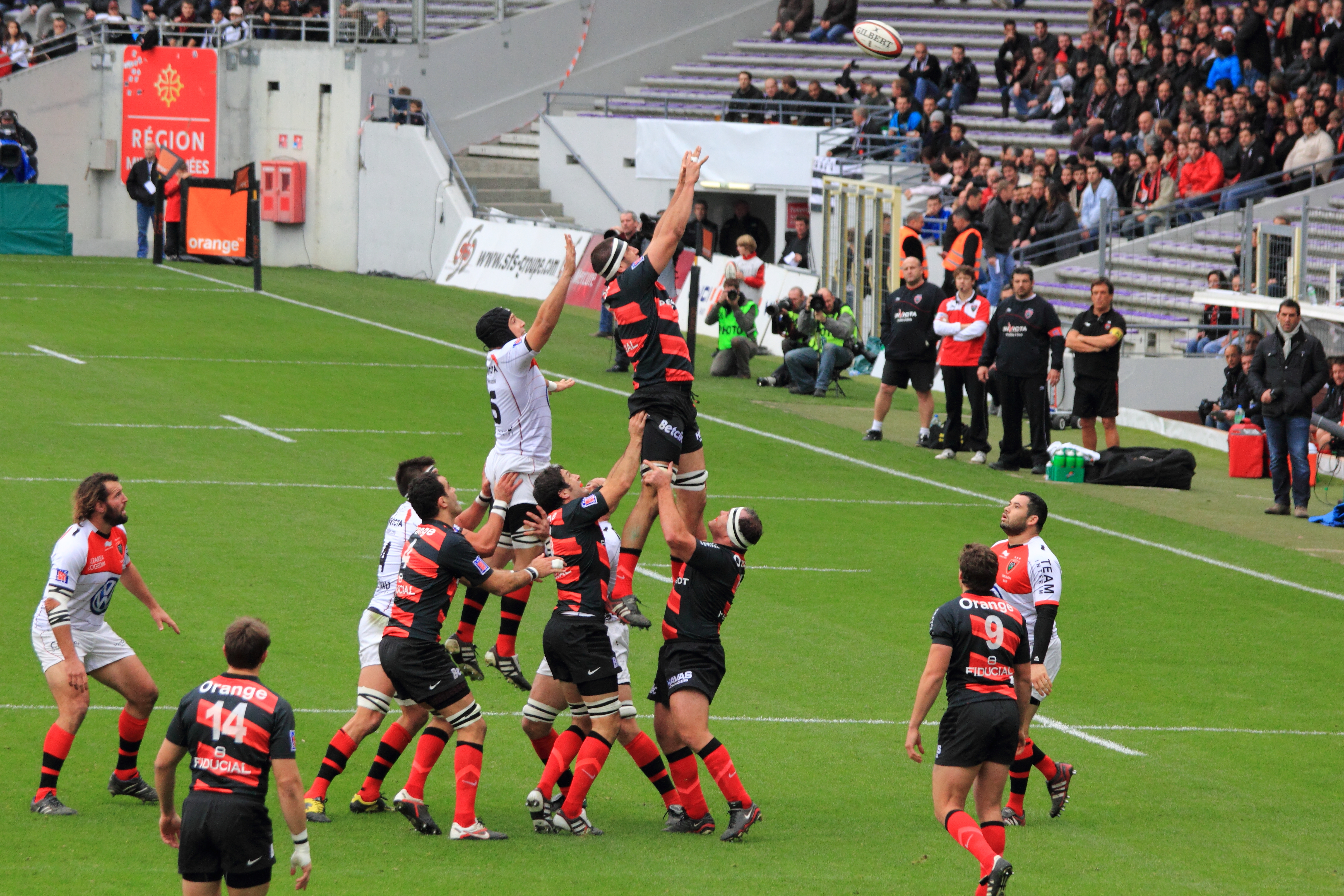
Rywalizacja o piłkę

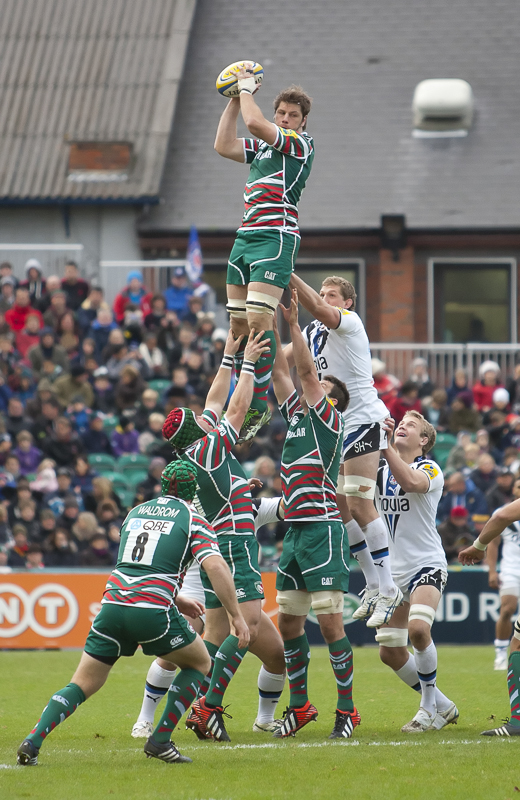
Piłka wywalczona przez zawodnika w powietrzu

Aut – sposób wznowienia meczu rugby union po wyjściu piłki za linię boczną boiska, jeden ze stałych fragmentów gry.

## Technika i taktyka gry

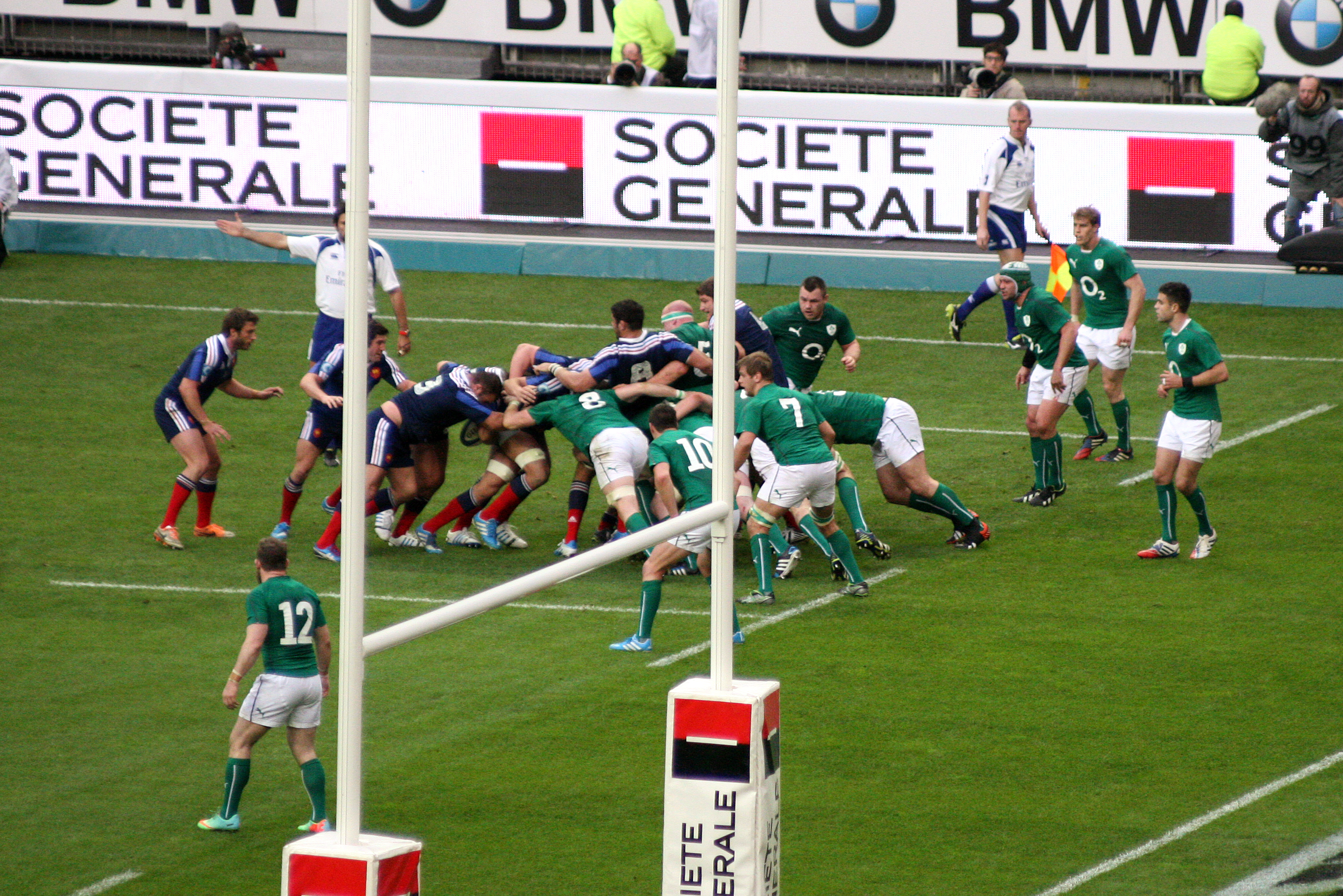
Maul autowy związany w bezpośrednim pobliżu pola punktowego

## Inne warianty rugby

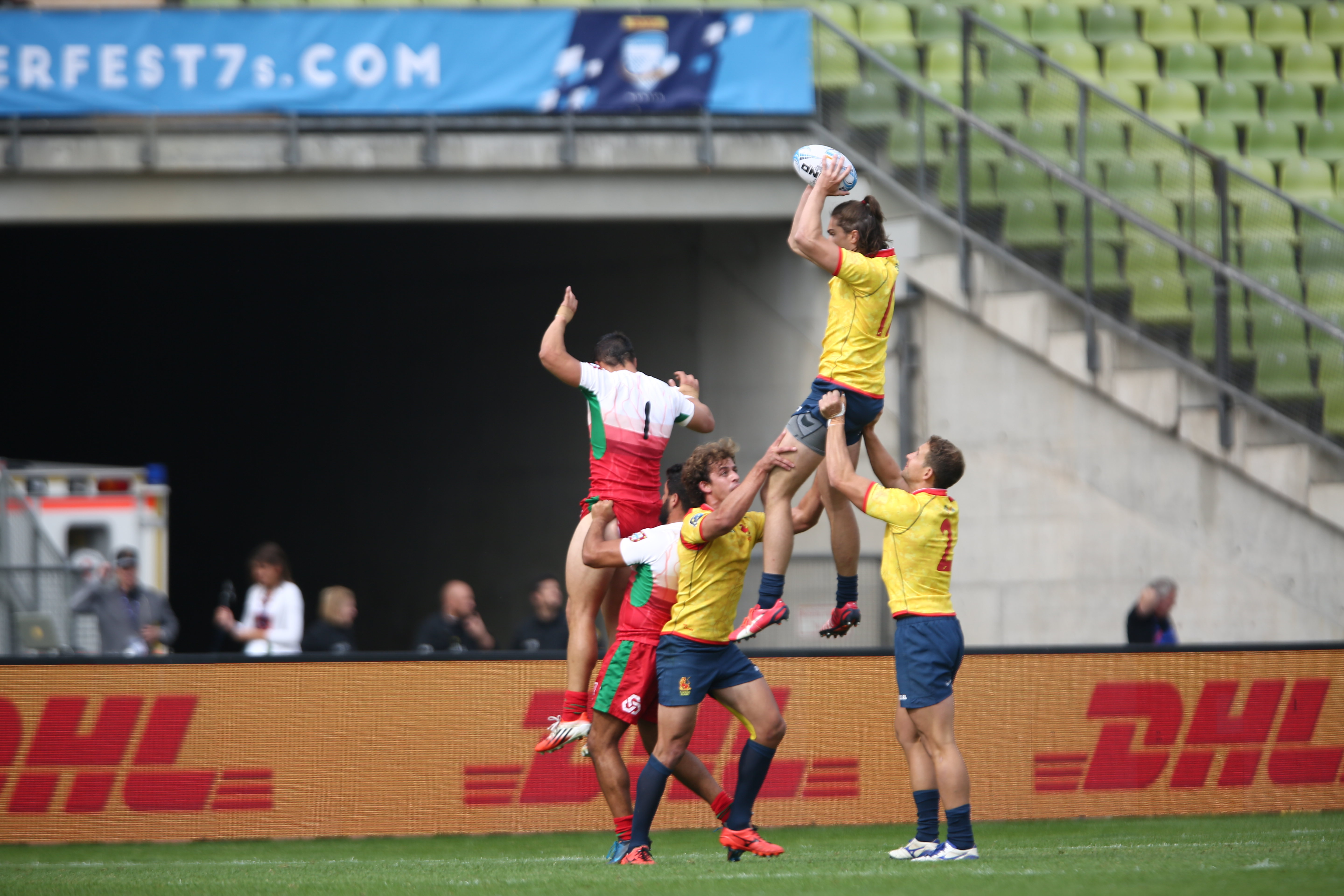
Zagrywka autowa w rugby 7

## Historia

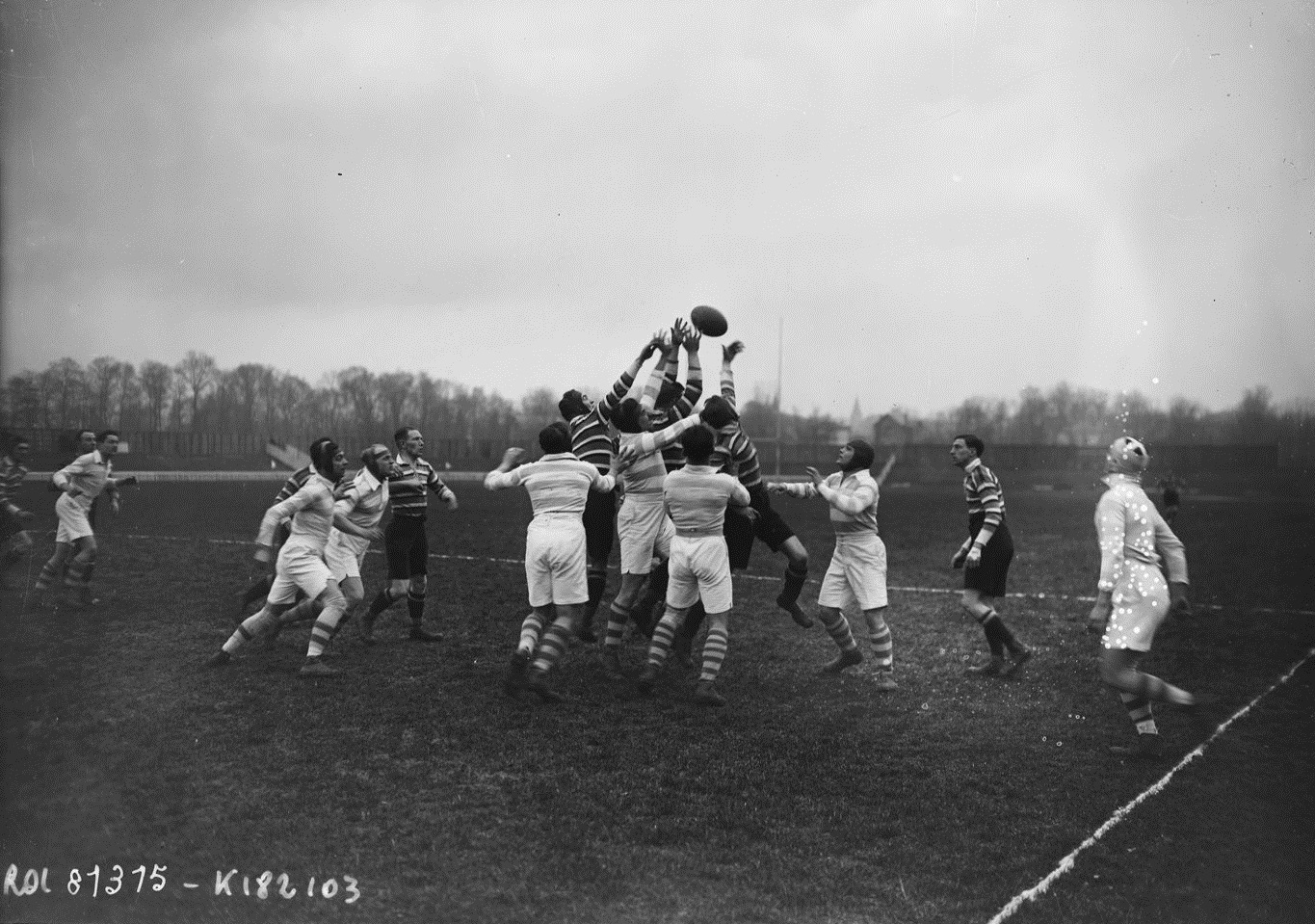
Zagrywka autowa w latach 20. XX wieku

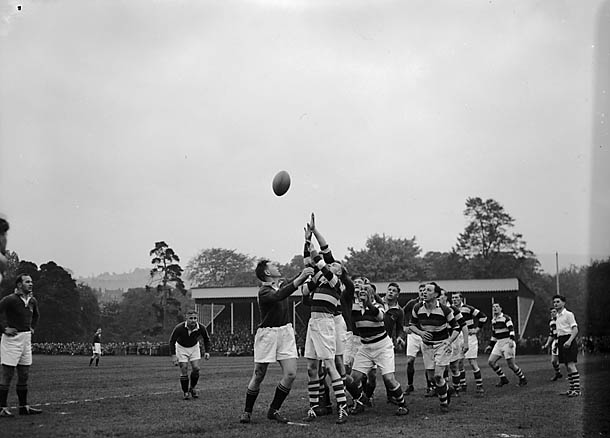
Walka o piłkę w latach 50. XX wieku